# 何喜文
何喜文（越南语：／；？—1801年），原名何獻文，清朝天地會首領，後流亡越南，成為舊阮將領。

## 生平
何喜文出生在中國四川，原本跟隨白蓮教教徒在四川起義，失敗之後流亡海上，成為華南海盜的一個頭目，劫掠福建、廣東沿海一帶的商船。
景興四十七年（1786年），何喜文部眾以崑崙島為據點時，聽說舊阮君主阮福映流亡到暹羅曼谷，派屬下梁文英、周遠權、黃忠仝前往曼谷投款，希望為之效忠。阮福映非常高興，嘉其忠義。次年（1787年），阮福映秘密離開曼谷回越南，圖謀復辟；阮福映派阮文誠、阮太元前去詔諭，何喜文率其部眾歸附，被封為巡海都營，其部下梁文英等分別授予統兵、總兵、飛騎尉等官職。同年舊阮軍隊在美湫（今美湫市）戰敗，何喜文率部退回崑崙島。景興四十九年（1788年），阮福映召他到自己的行在，賜予錢一百緡、米二百萬、絹布二十餘疋。何喜文便再次為舊阮軍隊效力，率兵船跟隨討伐西山軍。
景興五十年（1789年），何喜文率其手下海盜，乘船經過歸仁、順化前往北河，打探西山軍的消息；隨後又前往廣東廉州，詔諭華南海盜船隻二十三艘歸附舊阮。次年（1790年），又隨阮文誠守角魚堡。
據現代越南學者研究，何喜文可能與《清實錄》中提到的海盜何起文是同一人。何起文、蛋家二、大辫三、亚常等人曾在廣東、福建、浙江沿海一帶搶劫哨船，後又在崖州洋面殺死清朝官兵。乾隆五十五年（1790年），清朝官兵擒獲其屬下，得知何起文、蛋家二兩名海盜首領在安南農耐（清朝對阮福映的舊阮的稱呼）地方；隨後兩廣總督福康安照會西山朝，要求阮惠幫同搜捕他們。
景興五十三年（1792年），隨阮福映進攻歸仁。何喜文善於水戰，在舊阮軍中戰功卓著。景興六十二年（1801年），因病死於軍中。阮福映甚為惋惜，厚賜財帛，予以厚葬。嘉隆三年（1804年），列祀嘉定顯忠祠。嘉隆六年（1807年），贈昭毅將軍、水軍統制、上護軍，列為望閣二等功臣，給墓夫守墓。

## 子女
何喜文有二子。
- 長子何喜楊授該府艚
- 次子何喜養授該隊